# Takeo Wakabayashi
Takeo Wakabayashi (若林 竹雄 Wakabayashi Takeo?,  29 de agosto de 1907 en Hyōgo - 7 de agosto de 1937 en Hyōgo) fue un futbolista japonés que se desempeñaba como delantero.
Wakabayashi fue elegido para integrar la selección nacional de Japón para los Juegos del Lejano Oriente de 1930, donde disputó 2 encuentros y marcó 4 goles.

## Trayectoria

### Clubes
| Club            | País  | Año  |
| --------------- | ----- | ---- |
| Kobe Icchu Club | Japón | ???? |

### Selección nacional
| Selección | País  | Año  |
| --------- | ----- | ---- |
| Absoluta  | Japón | 1930 |

## Estadística de equipo nacional
| Selección de Japón | Selección de Japón | Selección de Japón |
| Año                | Part.              | Goles              |
| ------------------ | ------------------ | ------------------ |
| 1930               | 2                  | 4                  |
| Total              | 2                  | 4                  |

## Palmarés

### Títulos nacionales
| Título             | Club            | País  | Año  |
| ------------------ | --------------- | ----- | ---- |
| Copa del Emperador | Kobe Icchu Club | Japón | 1927 |